# Mado Maurin
Madeleine Jeanne Louise Maurin (París, 24 de septiembre de 1915 - París, 7 de diciembre de 2013), más conocida como Mado Maurin, fue una actriz francesa.

## Biografía
Maurin nació en París y comenzó su carrera como actriz en 1955. Comenzó en el teatro interpretando piezas en registros muy diferentes: Du Brecht (Baal), Julien Green (Sur), pero también comedias de Robert Lamoureux y la más reciente sátira por Laurent Baffie "Sexo, intriga y cultura general". También fue una figura famosa en el mundo de la actuación, lo que influyó en que seis de sus hijos se convirtieran en actores.
Mado Maurin murió de causas naturales el 8 de diciembre de 2013, a los 98 años, en París.

## Homenaje
En octubre de 2019, la ruta CR / 18, ubicada en el nuevo distrito internacional Chapelle (XVIII distrito de París), pasó a llamarse calle Mado-Maurin.

## Teatro
- 1955 : Sud de Julien Green, dirigida por Jean Mercure, Théâtre des Célestins
- 1974 : Baal de Bertolt Brecht, dirigida por François Joxe, Théâtre de la Plaine
- 1975 : Hinkemann de Ernst Toller, dirigida por François Joxe, Théâtre de la Plaine
- 1977 : Tránsito después de Henry Miller ( Simplemente loco por Harry ), dirigida por François Joxe, Théâtre national de Chaillot
- 1977 : Barracas 1975 de Richard Demarcy y Teresa Mota, dirigida por los autores, Festival d'Avignon, Théâtre de la Commune
- 1978 : Le Bluff de Giovanni Arpino, dirigida por Attilio Maggiulli, Teatro Italiano
- 1989 : Tempo de Richard Harris, dirigida por Philippe Ogouz, Fontaine Theatre
- 1995 : L'Absence de guerre de David Hare, dirigida por Daniel Benoin, Comédie de Saint-Étienne
- 1996 : Si puedo permitirme de Robert Lamoureux, dirigida por Francis Joffo, Théâtre des Nouvelles
- 1999 : Si puedo permitirme de Robert Lamoureux, dirigida por Francis Joffo, Théâtre Saint-Georges
- 2001 : Sexo, travesuras y cultura general por Laurent Baffie, Théâtre du Gymnase Marie Bell
- 2002, 2004, 2005 : Sexo, travesuras y cultura general por Laurent Baffie, Comedia
- 2008 : eso es todo<span typeof="mw:DisplaySpace" id="mwlA">&nbsp;</span>! de Laurent Baffie, dirigida por el autor, Théâtre du Palais-Royal

## Filmografía

#### Cine
- 1973 : No sé nada, pero diré todo sobre Pierre Richard : la madre de la Seguridad Social.
- 1976 : Soy Pierre Rivière de Christine Lipinska : la abuela
- 1979 : Un pueblo tan bonito de Étienne Périer : Élodie
- 1979 : La Femme copic de Yves Boisset : La casera
- 1980 : Un mal hijo de Claude Sautet : la esposa de André
- 1981 : Full south por Luc Béraud : el conserje
- 1982 : Violencia legítima de Serge Leroy
- 1982 : Rebelote de Jacques Richard
- 1983 : Viva la vie de Claude Lelouch : madre de Françoise
- 1983 : Sandy de Michel Nerval
- 1986 : Los meses de abril son asesinos para Laurent Heynemann : el conserje
- 1988 : El crimen de Antoine de Marc Rivière : el vecino
- 1992 : El cuaderno robado de Christine Lipinska : la madre superiora
- 1995 : Polvo en los ojos de Maurice Dugowson : la madre de Arnold
- 2003 : Les Clefs de car de Laurent Baffie : la dama de blanco
- 2007 : Les Toits de Paris : la madre de Thérèse
- 2011 : RIF de Franck Mancuso : madre Jorelle

#### Cortometraje
- 1980 : La historia del cuaderno anónimo de Olivier Douyère
- 1984 : Homicidio nocturno de Gérard Krawczyk
- 1984 : La ejecución de Annick Morice
- 1986 : Fabricado en Bélgica por Antoine Desrosières
- 1990 : Uhloz de Guy Jacques : el vecino
- 1991 : El silencio del verano de Véronique Aubouy
- 1991 : la fiesta de Bill por Simon Creswell
- 1992 : Drip de Éric Garnier
- 1993 : Cierra los ojos de Georges Zeter : la abuela
- 2007 : Agnosie de Hugo Lafitte y Cédric Frétard

#### Televisión
- 1970 : Alicia en el país de las maravillas de Jean-Christophe Averty : el cocinero
- 1973 : La vida soñada de Vincent Scotto por Jean-Christophe Averty : el conserje
- 1974 : Los niños pequeños del siglo de Michel Favart : la niñera
- 1975 : Le Peril bleu de Jean-Christophe Averty : Madame Jeantaz
- 1977 : Une femme, une fois, episodio Marilyn Monroe de Régis Milcent
- 1979 : Los últimos cinco minutos, episodio Chasse le naturel de Claude Loursais : Mother Uttwiller
- 1980 : Night Doctors de Jean-Pierre Prévost, episodio : La Pension Michel : Julie Landais
- 1981 : El magnífico cornudo de Marlène Bertin
- 1983 : La viuda roja de Édouard Molinaro : Pauline
- 1983 : Las investigaciones del comisionado Maigret de Alain Levent (serie de televisión), episodio : La ira de Maigret
- 1984 : Les Ferrailleurs des Lilas, película para televisión de Jean-Paul Sassy : ?
- 1985 : Maguy
- 2002 : Jean Moulin d ' Yves Boisset : M Philippe
- 2006 : Marie Besnard, la envenenadora de Christian Faure : M Davaillaud
- 2007 : Les Diablesses d ' Harry Cleven : Hermana Marie-Odile

- de Dios, (voz de la Madre Marie de Gonzague), documental de Jean-Daniel Jolly Monge, CERF-AME (1997)
- M comme Mado, documental de Delphine Lemoine, KTO TV (2002)[5]